# Everytime We Touch (chanson de Cascada)
Pour les articles homonymes, voir Everytime We Touch.
Singles de Cascada
Bad Boy
(2005) How Do You Do
(2005)
Everytime We Touch est une chanson interprétée par le groupe de handsup allemand Cascada sortie en single en mars 2005.
Elle reprend en partie la chanson homonyme interprétée en 1992 par Maggie Reilly (connue pour ses collaborations avec Mike Oldfield), empruntant l'air et les paroles du refrain, les couplets étant originaux. Cependant, seuls Maggie Reilly, Stuart McKillop et Peter Risavy, auteurs et compositeurs de la chanson de 1992, sont officiellement crédités.
Ce titre a fait connaître le groupe Cascada  dans plusieurs pays. À présent, c'est la chanson la plus connue de son répertoire et surement celle qu'elle a le plus chanté lors de ses concerts[réf. nécessaire]. Ce morceau a remporté un "Napster Award" en 2006 dans la rubrique "Most-Played Dance/Electronic Recording".
La dernière piste Everytime We Touch [Yanou's Candlelight Mix] de l'album Everytime We Touch est en réalité une ballade accompagnée d'un piano.

## Les singles
| - CD single (2006) 1. Everytime We Touch (Radio Edit) 2. Everytime We Touch (Yanou's Candlelight Mix) 3. Everytime We Touch (Dan Winter Edit) 4. Everytime We Touch (Scarf! Remix) - Maxi CD single (2005) 1. Everytime We Touch (Radio Edit) 2. Everytime We Touch (Rocco vs. Bass-T Radio Cut) 3. Everytime We Touch (Verano Edit) 4. Everytime We Touch (Dan Winter Edit) 5. Everytime We Touch (Scarf! Remix) 6. Everytime We Touch (Original Club Mix) 7. Everytime We Touch (Rocco vs. Bass-T Remix) 8. Everytime We Touch (Verano Remix) 9. Everytime We Touch (Dan Winter Remix) - Maxi CD single (2007) 1. Everytime We Touch (Radio Edit) 2. Everytime We Touch (2-4 Grooves Radio Mix) 3. Everytime We Touch (Rocco vs. Bass-T Radio Edit) 4. Everytime We Touch (Original Mix) 5. Everytime We Touch (Ballad Version) - CD 5" 1. Everytime We Touch (Radio Edit) 2. Everytime We Touch (Yanou's Candlelight Mix) 3. Everytime We Touch (Original Club Mix) 4. Everytime We Touch (Kenny Hayes Sunshine Funk Remix) 5. Everytime We Touch (Dancing DJs Remix) 6. Everytime We Touch (KB Project Remix) 7. Everytime We Touch (Flip & Fill Mix) - 12" single (31 juillet 2006) 1. Everytime We Touch (Original Club Mix) 2. Everytime We Touch (Styles & Breeze Remix) - Maxi CD single (2006) 1. Everytime We Touch (Radio Edit) 2. Everytime We Touch (Yanou's Candlelight Mix) 3. Everytime We Touch (Original Club Mix) 4. Everytime We Touch (Kenny Hayes Sunshine Funk Remix) 5. Everytime We Touch (Dancing DJs Remix) 6. Everytime We Touch (KB Project Remix) 7. Everytime We Touch (Flip & Fill Mix) | - CD single (19 avril 2006) 1. Everytime We Touch (Radio Edit) 2. Everytime We Touch (Rocco vs. Bass-T Remix Radio Edit) - Maxi CD single (2006) 1. Everytime We Touch (Radio Edit) 2. Everytime We Touch (Rocco vs. Bass-T Radio Cut) 3. Everytime We Touch (Dan Winter Edit) 4. Everytime We Touch (Scarf! Remix) 5. Everytime We Touch (Original Club Mix) 6. Everytime We Touch (Rocco vs. Bass-T Remix) 7. Everytime We Touch (Dan Winter Remix) 8. Everytime We Touch (Yanou's Candlelight Mix) - Maxi CD single (2005) 1. Everytime We Touch (Radio Mix) 2. Everytime We Touch (Rocco vs. Bass-T Remix Radio Edit) 3. Everytime We Touch (Dan Winter Radio Edit) 4. Everytime We Touch (Verano Radio Edit) 5. Everytime We Touch (Original Mix) 6. Everytime We Touch (Rocco vs. Bass-T Remix) 7. Everytime We Touch (Dan Winter Remix) 8. Everytime We Touch (Scarf! Remix) 9. Everytime We Touch (Verano Remix) - Maxi CD single (2006) 1. Everytime We Touch (Radio Mix) 2. Everytime We Touch (Rocco vs. Bass-T Remix Radio Edit) 3. Everytime We Touch (Dan Winter Radio Edit) 4. Everytime We Touch (Verano Radio Edit) 5. Everytime We Touch (Original Mix) 6. Everytime We Touch (Rocco vs. Bass-T Remix) 7. Everytime We Touch (Dan Winter Remix) 8. Everytime We Touch (Verano Remix) - Remixes Maxi CD single (2006) 1. Everytime We Touch (Aussie Radio Edit) 2. Everytime We Touch (Yanou's Candlelight Mix) 3. Everytime We Touch (Kenny Hayes Sunshine Funk Remix) 4. Everytime We Touch (Dancing DJs Remix) 5. Everytime We Touch (KB Project Remix) 6. Everytime We Touch (Flip & Fill Mix) |  |

## Classements

### Classement par pays
| Classement (2005–06)            | Meilleure position |
| ------------------------------- | ------------------ |
| Allemagne (Media Control AG)    | 5                  |
| Australie (ARIA)                | 61                 |
| Autriche (Ö3 Austria Top 40)    | 4                  |
| Tchéquie (IFPI Rádio)           | 36                 |
| Pays-Bas (Nederlandse Top 40)   | 10                 |
| France (SNEP)                   | 2                  |
| France (Club 40)                | 2                  |
| Irlande (IRMA)                  | 1                  |
| Suède (Sverigetopplistan)       | 1                  |
| Suisse (Schweizer Hitparade)    | 15                 |
| Royaume-Uni (UK Singles Chart)  | 2                  |
| États-Unis (Hot 100)            | 10                 |
| États-Unis (Adult Contemporary) | 28                 |
| États-Unis (Pop Airplay)        | 7                  |

### Classement de fin d'année
| Classement (2007)           | Position |
| --------------------------- | -------- |
| Allemagne Classement single | 52       |

## Vidéo musicale
Le clip a été tourné en janvier 2005. La vidéo montre que Natalie Horler apparaît dans la vidéo. Elle est devant une bibliothèque et regarde la photo d'un homme. Alors, elle entre dans la bibliothèque où travaille le même homme. Elle commence à danser sur une table, ce qui le met en colère. Horler enlève les lunettes de l'homme et lui ébouriffe les cheveux. Elle se met ensuite à saccager la bibliothèque. La scène change ensuite là où se trouvent Horler et l'homme, et elle semble s'excuser auprès de lui.
Il lui pardonne et la scène se déplace vers la bibliothèque où tout le monde commence à danser avec Horler (y compris l'homme). Finalement la chanteuse part avec lui et la vidéo se termine.